# Külama
Külama (Duits: Küllama) is een plaats in de Estlandse gemeente Hiiumaa, provincie Hiiumaa. De plaats heeft de status van dorp (Estisch: küla).
Tot in oktober 2017 behoorde Külama tot de gemeente Emmaste en sindsdien tot de fusiegemeente Hiiumaa.

## Bevolking
De ontwikkeling van het aantal inwoners blijkt uit het volgende staatje:
| Jaar            | 2000 | 2011 | 2017 | 2019 | 2021 |
| --------------- | ---- | ---- | ---- | ---- | ---- |
| Aantal inwoners | 12   | 22   | 17   | 13   | 17   |

## Ligging
De plaats ligt aan de Baai van Vanamõisa (Estisch: Vanamõisa laht), aan de westkust van het eiland Hiiumaa. De omgeving van de baai is onder de naam Vanamõisa lahe hoiuala een beschermd natuurgebied. Delen van de dorpen Hindu, Külama, Sepaste, Tohvri en Vanamõisa vallen daaronder.
De Tugimaantee 84, de secundaire weg van Emmaste naar Luidja, komt door Külama.
Külama heeft een baptistenkerk.

## Geschiedenis
Külama werd voor het eerst vermeld in 1583 onder de naam Kulleme Matz, een boerderij op het landgoed van Großenhof (Suuremõisa). In 1598 heette ze Kylama Lylle, in 1609 Kylama Thonis, in 1666 Küllama Pert, in 1687 Kyllama Pert, in 1688 Küllema Pert, in 1726 Küllama Bertell en in 1798 was ze onder de naam Küllama een dorp geworden. Vanaf 1796 lag Külama op het landgoed van Emmast (Emmaste).
Tussen 1977 en 1997 maakte het buurdorp Kabuna deel uit van Külama.